# Cyrtopodium macrobulbon
Cyrtopodium macrobulbon är en orkidéart som först beskrevs av Juan José Martinez de Lexarza, och fick sitt nu gällande namn av Gustavo Adolfo Romero och Germán Carnevali. Cyrtopodium macrobulbon ingår i släktet Cyrtopodium, och familjen orkidéer. Inga underarter finns listade i Catalogue of Life.